# آئودی ۹۲۰
آئودی ۹۲۰ (Audi ۹۲۰) خودرویی است که در سال‌های ۱۹۳۸ تا ۱۹۴۰ میلادی در زویکاو و آلمان تولید شده‌است.
طراحی آن توزیع نیروی پیشران بوده است.

## نگارخانه

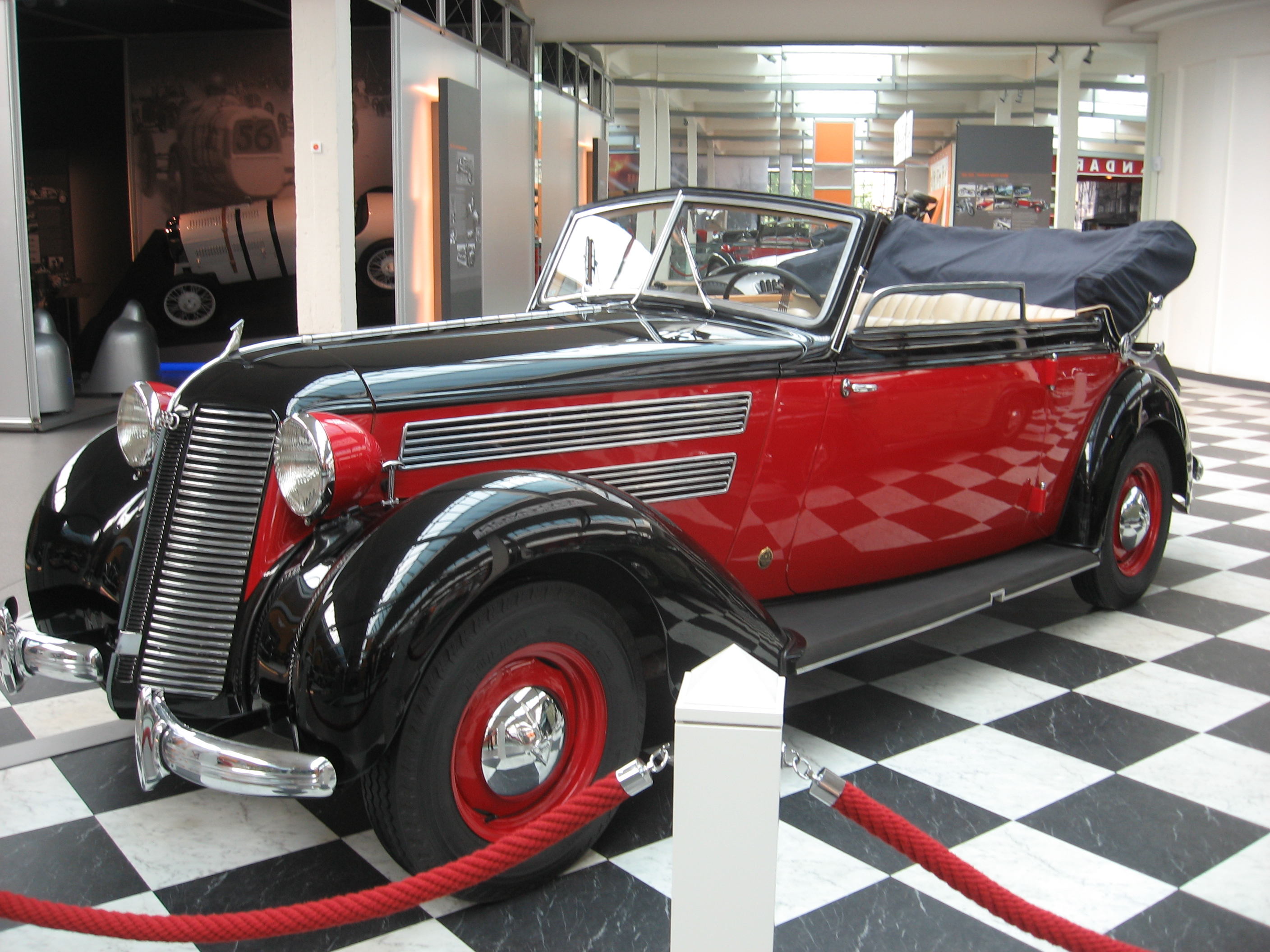